# Nógrádmegyer
Nógrádmegyer é um município da Hungria, situado no condado de Nógrád. Tem 22,77 km² de área e sua população em 2015 foi estimada em 1.676 habitantes.